# Josh Santacaterina
Josh Santacaterina (21 maggio 1980) è un ex nuotatore australiano.
Specializzato nelle gare di fondo, ha vinto un oro sulla distanza dei 25 chilometri ai mondiali di Napoli 2006. Ha partecipato anche alle Olimpiadi di Sydney 2000 e di Atene 2004.

## Palmarès
- Mondiali in acque libere

2004 - Dubai: bronzo nei 5 km.
2006 - Napoli: oro nei 25 km.